# Batidea
Batidea là một chi thực vật có hoa trong họ Hoa hồng.